# Ottilielund

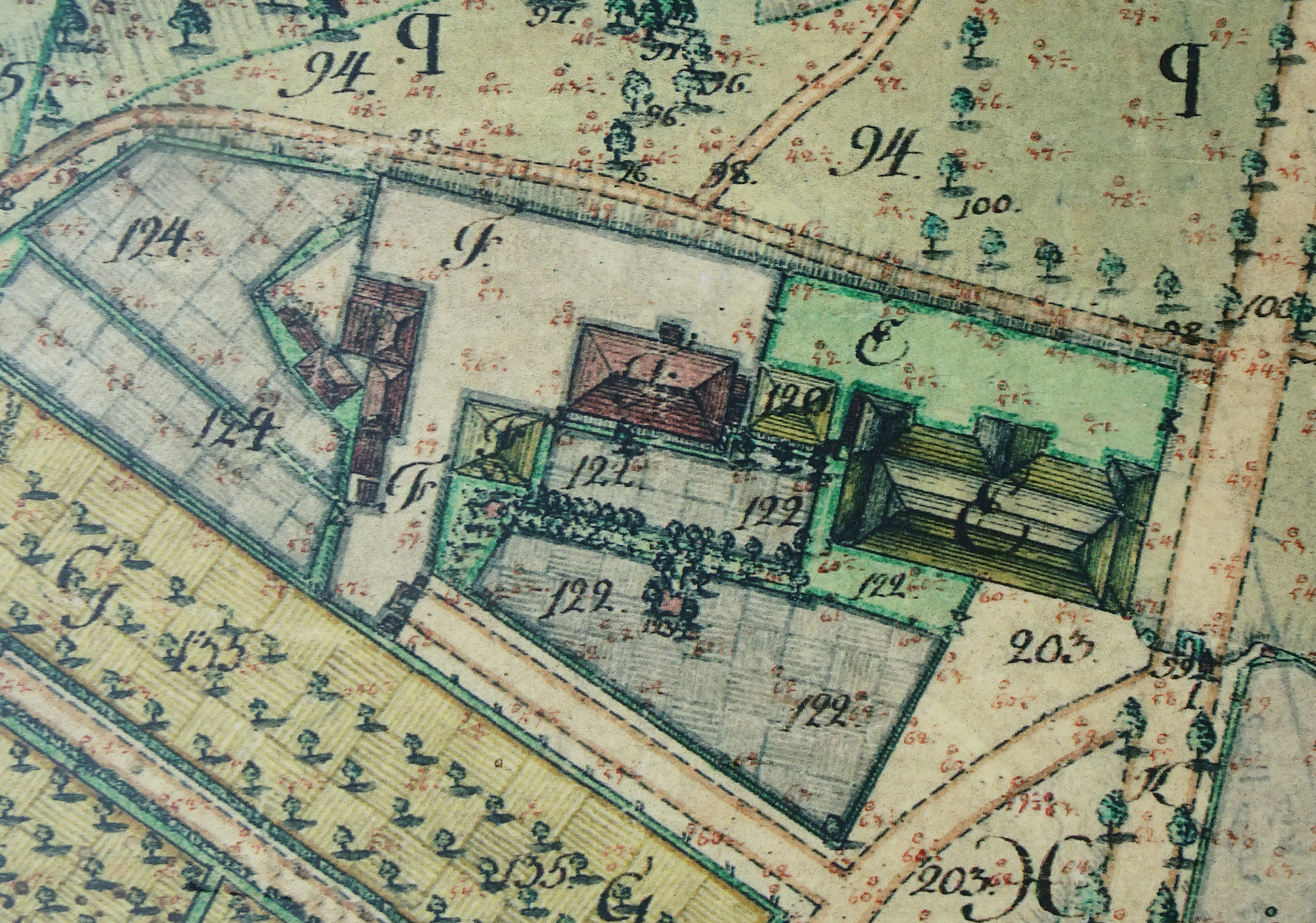
Värdshusets byggnader (litt. F) och Confidensen t.h. (litt. E), 1770-talet.

Ottilielund (även kallat Gamla värdshuset) består av två kulturhistoriskt värdefulla byggnader vid Slottsallén nr 5 och 7 på Ulriksdals slottsområde i Solna kommun. Husen ligger på slottsfastigheten Ulriksdal 2:3 som är ett statligt byggnadsminne sedan år 1935.

## Historik

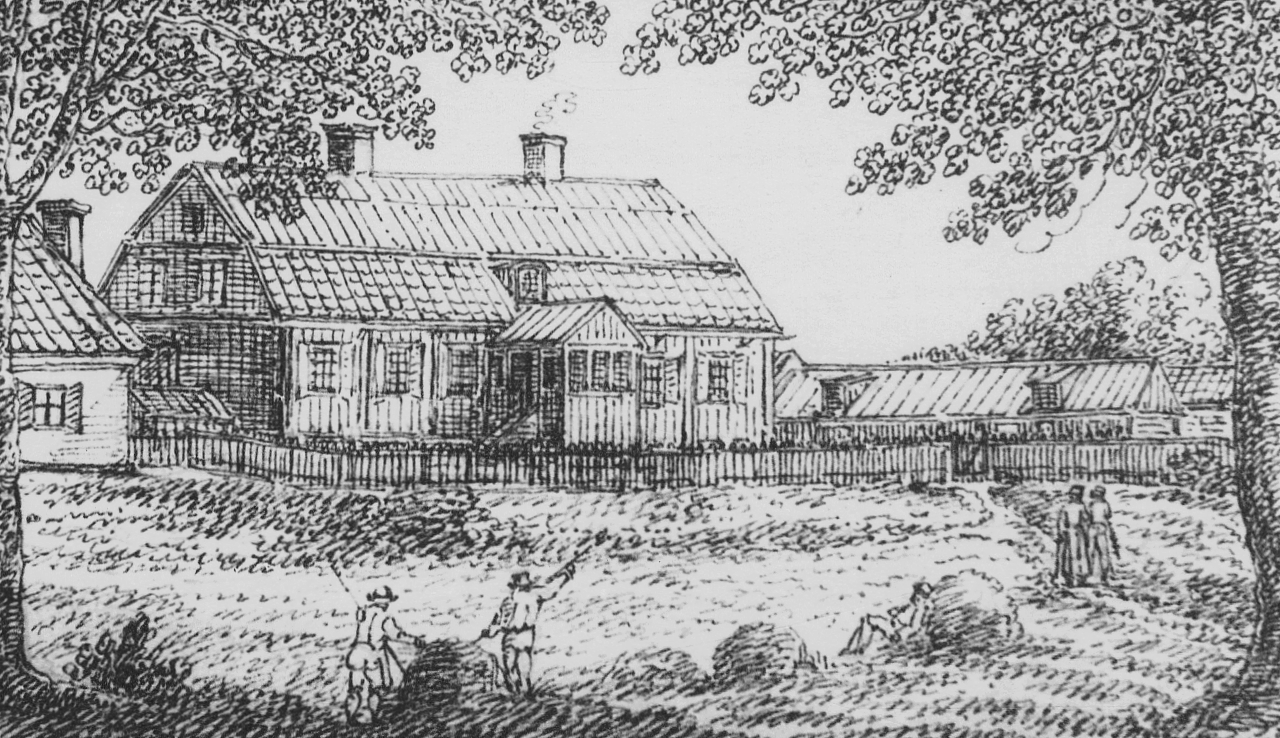
Värdshusets gårdsfasad 1815, teckning av Axel Fredrik Cederholm.

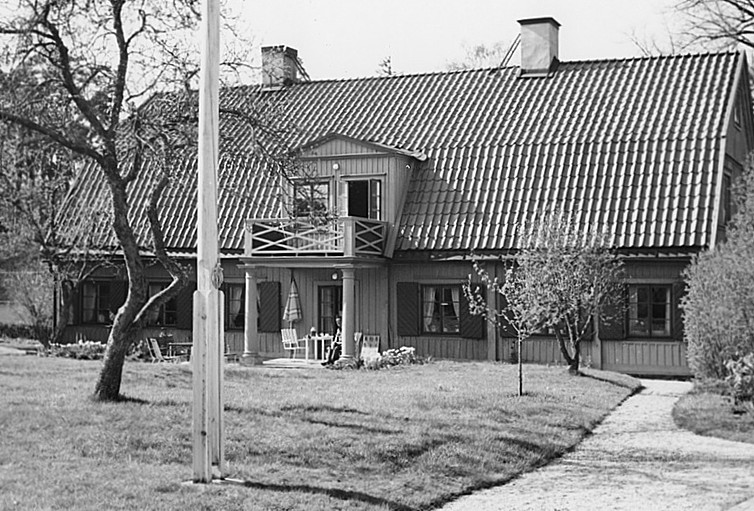
Ottilielund fasad mot söder, 1968.

### Värdshustiden
Det man kallar idag Ottilielund uppfördes på 1740-talet, eventuellt något tidigare som värdshus och skulle då ersätta värdshuslokaler i intilliggande Confidencen. En värdshusrörelse på Ulriksdal finns belagd från 1727 och drevs ihop med Järva krog. De båda krogarna kompletterade varann. Så var värdshuset på Ulriksdals slottsområde främst avsett för "Håfbetjänade och gårdsfolk", medan Järva krog var tänkt för vägfarande på färdvägen mot Enköping respektive Uppsala.
Till värdshuset hörde en mindre stenbyggnad med pyramidtak, som tillkom samtidigt och var värdshusets köksflygel. Utöver huvudbyggnaden och köksflygeln fanns några ekonomibyggnader som inramade ett gårdstun i väster. Söder och väster om anläggningen fanns några mindre nyttoträdgårdar. Stället blev ett populärt utflyktsmål för Stockholmare. Bland besökarna fanns även Carl Michael Bellman som skaldade: 
Af gudarnes beslut uti Olympens sal.

Så rulla här min vagn på detta Ulriksdal.

År 1855 drog Solna församling in krögaren Adolf Lindgrens tillstånd att servera spritdrycker och stället blev därefter ett så kallat nykterhetsvärdshus. Något år senare flyttades serveringen åter till Confidencen och 1856 var Ottilielunds tid som värdshus definitivt till ända. Confidencen ansågs inte lämplig som serveringslokal och 1868 invigdes istället Ulriksdals Wärdshus vid östra sidan om Slottsallén som sedan dess drivits i obruten följd på samma plats.

### Husets vidare öden
Efter värdshustiden döptes byggnaden till Ottilielund och hyrdes av Stockholmare som sommarnöje. Det lilla åttakantiga lusthuset med dekorativa snickerier och svängt tak som står i trädgården tillkom på 1860-talet. Ottilielund blev så småningom permanent året-runt bostad för bland andra Kjerstin Dellert som bodde här några år fram till sin död 2018. Hennes make Nils-Åke Häggbom bor fortfarande (2020) kvar i huset. Även värdshusets gamla köksflygel är ombyggd till bostadshus. Huvudbyggnad och köksflygeln är statliga byggnadsminnen sedan 1943. Närmaste granne i öster är Ulriksdals slottsteater (Confidencen) och i väster ligger Villa Beylon.

### Nutida bilder

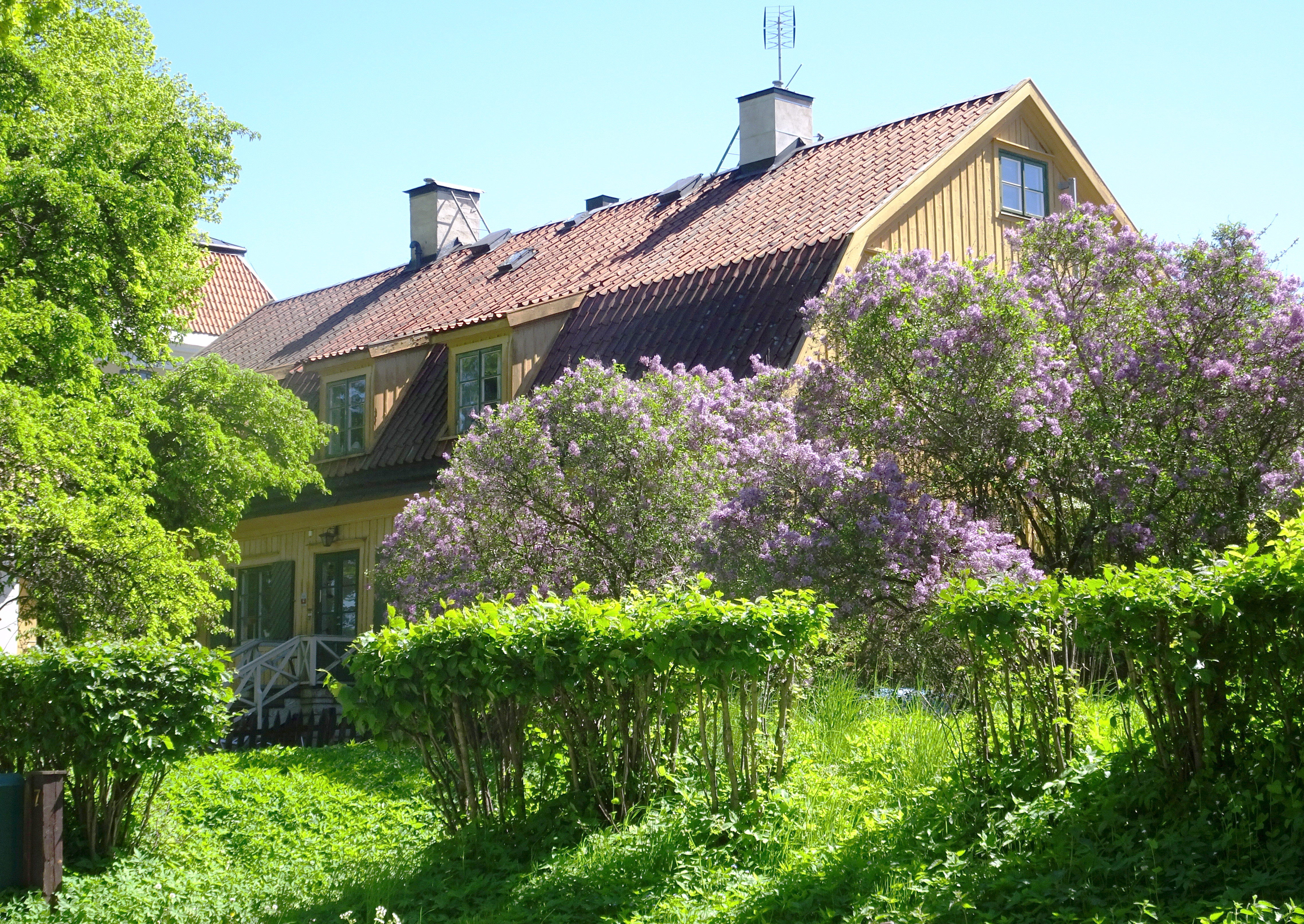
Ottilielund, huvudbyggnad, maj 2020.
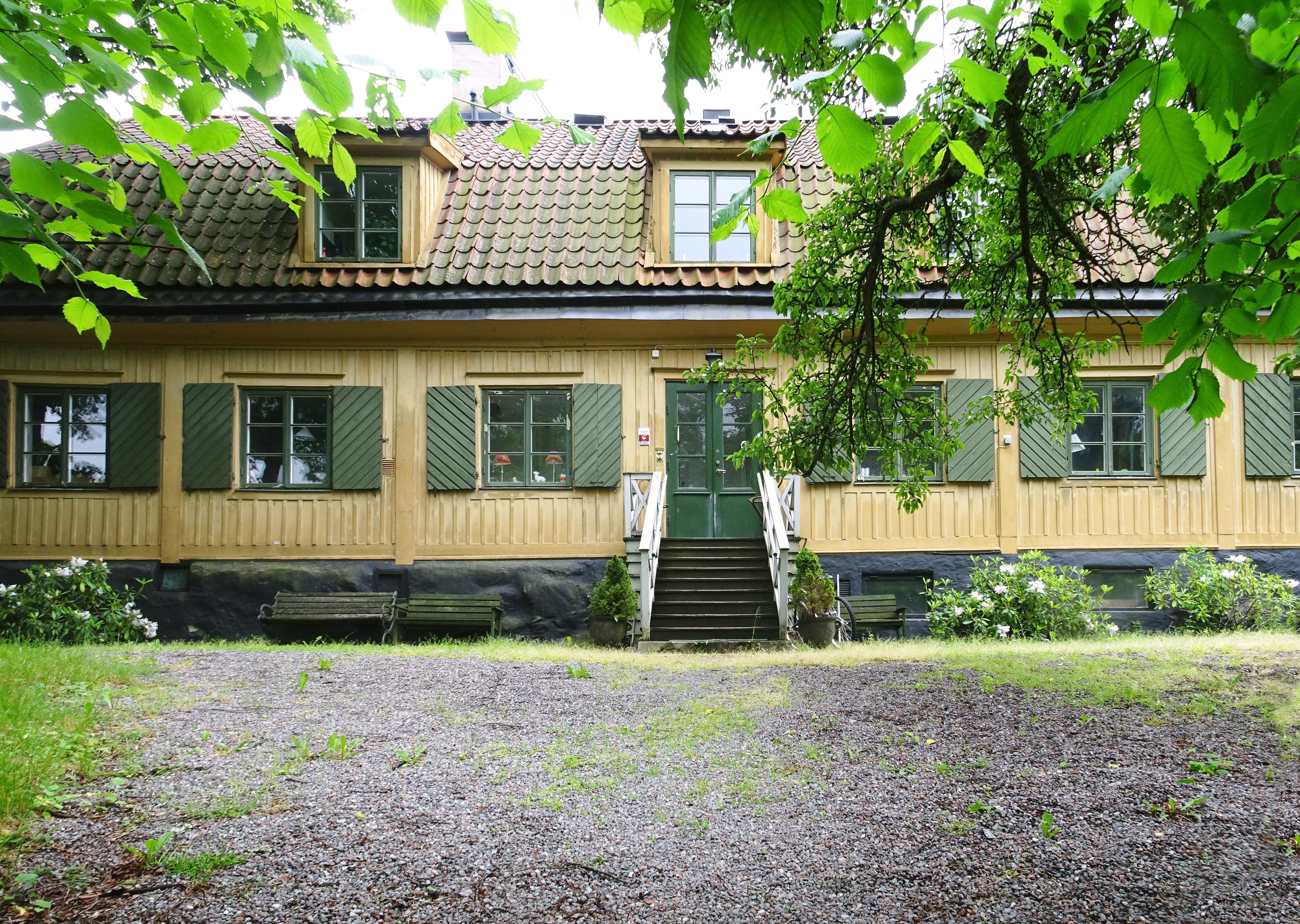
Huvudbyggnad mot norr, juni 2020.
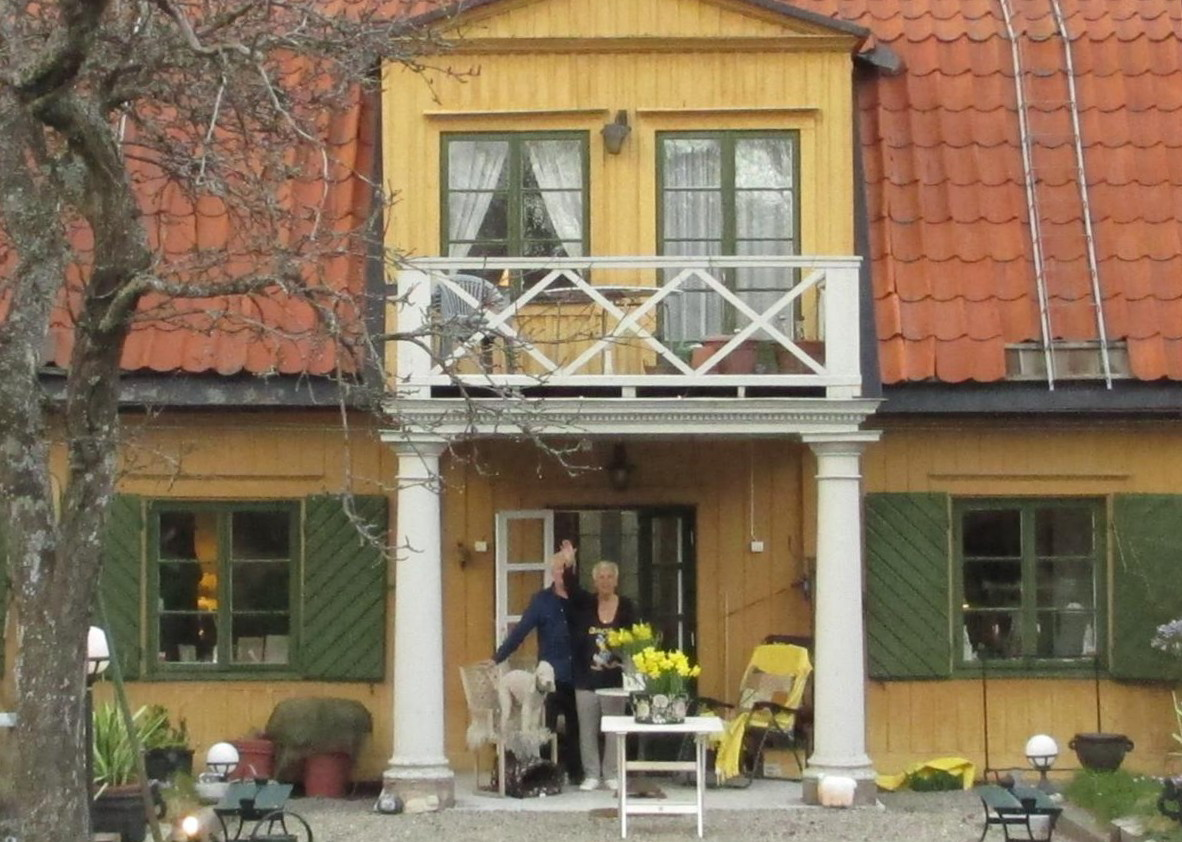
Kjerstin Dellert och maken Nils-Åke Häggbom under altanen, 2016.
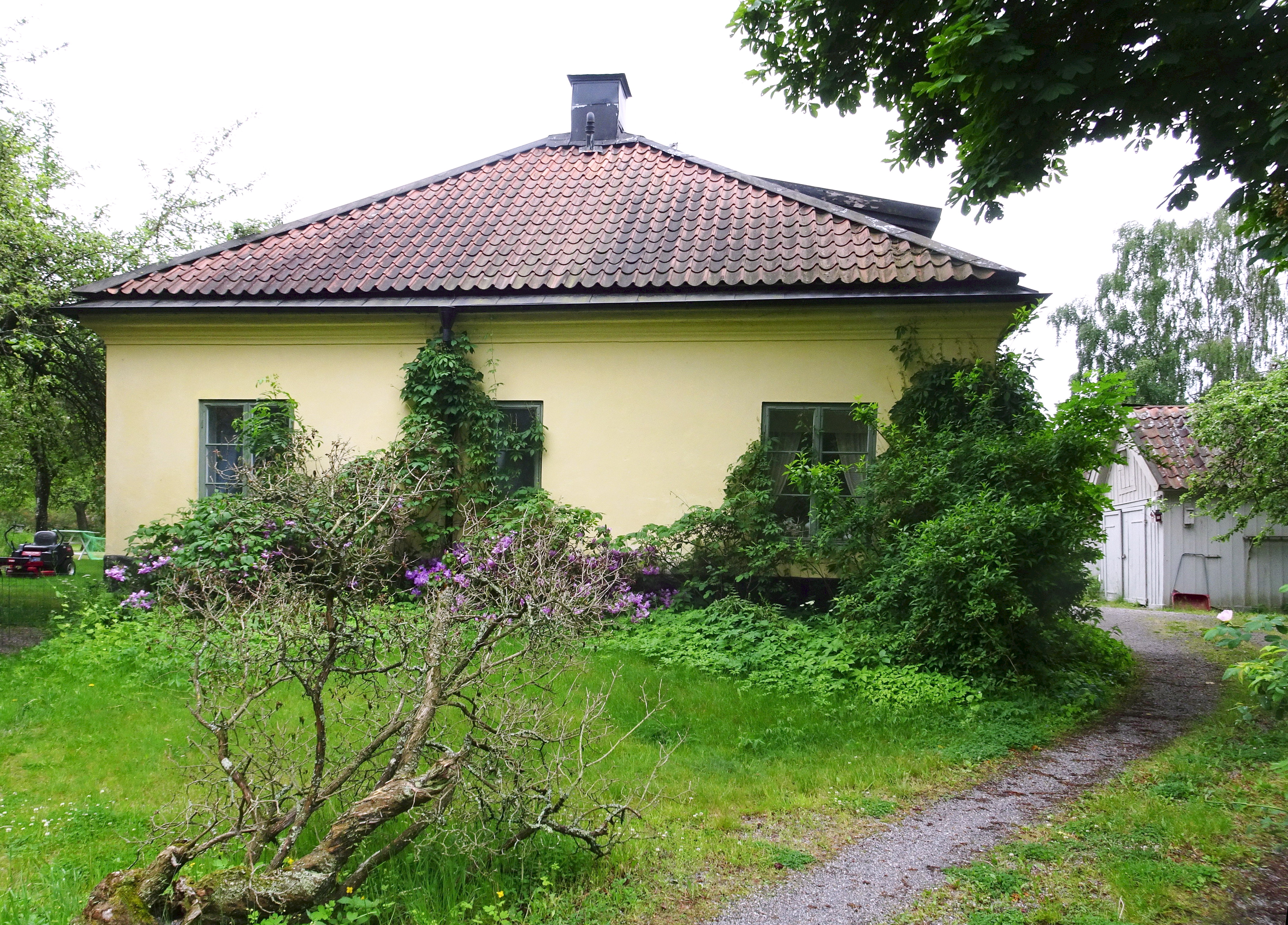
F.d. köksflygeln, juni 2020.
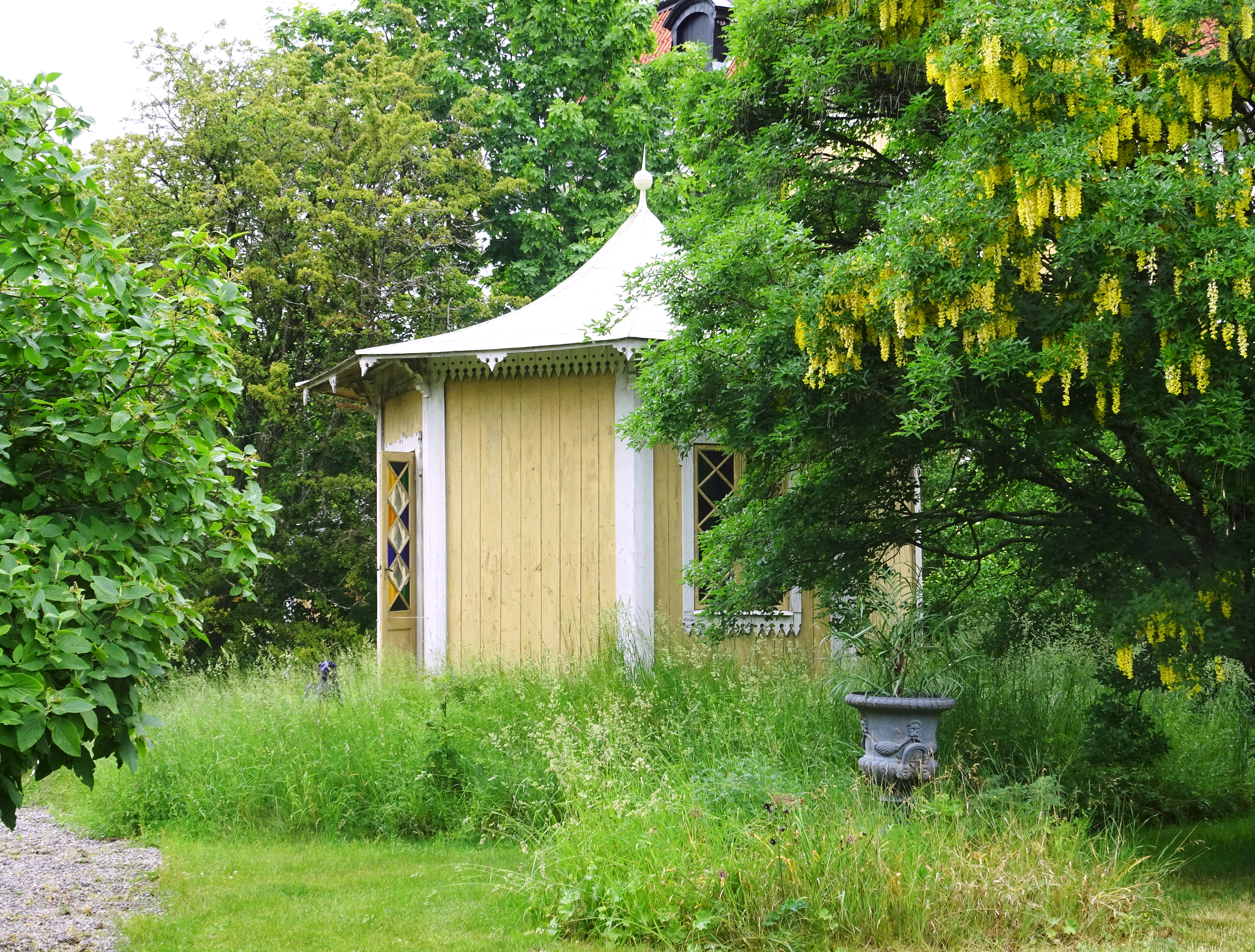
Lusthuset, juni 2020.